# Genlis
Genlis is een gemeente in het Franse departement Côte-d'Or (regio Bourgogne-Franche-Comté) en telt 5.231 inwoners (2019). De plaats maakt deel uit van het arrondissement Dijon. 
Het kasteel van Genlis werd gebouwd in de 17e eeuw en ligt in een groot landschapspark. De kerk Saint-Martin werd gebouwd tussen 1847 en 1849 en verving een eerdere 15e-eeuwse kerk.

## Geografie
De oppervlakte van Genlis bedroeg op 1 januari 2022 12,08 vierkante kilometer; de bevolkingsdichtheid was toen 424,3 inwoners per km².
De Tille stroomt door de gemeente.
De onderstaande kaart toont de ligging van Genlis met de belangrijkste infrastructuur en aangrenzende gemeenten.

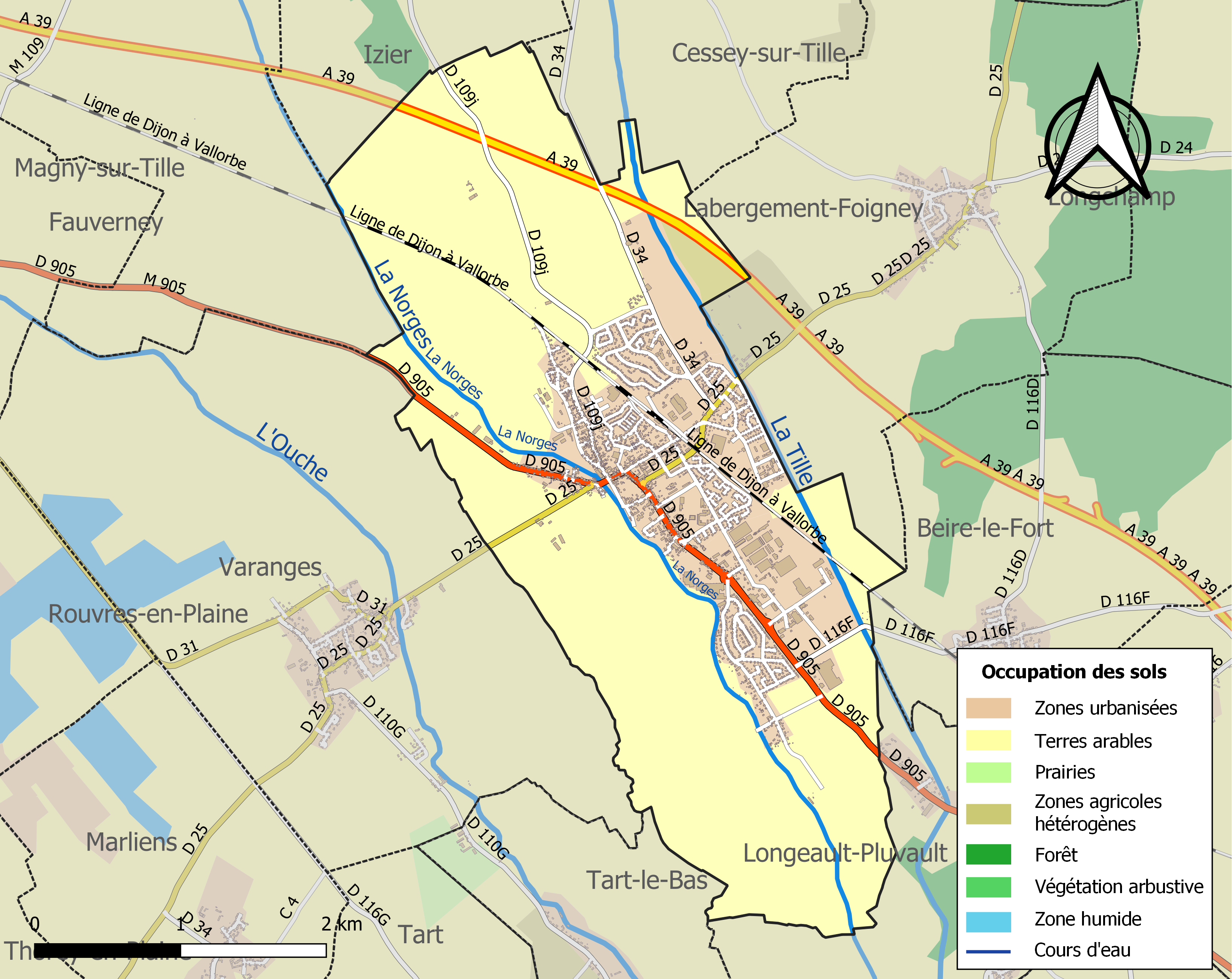

## Demografie
Onderstaande figuur toont het verloop van het inwonertal (bron: INSEE-tellingen).

## Verkeer en vervoer
De autosnelweg A39 loopt door de gemeente.
In de gemeente ligt spoorwegstation Genlis.